# Biointelligenz
Biointelligenz ist ein technischer Ansatz, der eine Konvergenz von Bio-, Hard- und Software anstrebt. Diese gegenseitige Befruchtung zwischen Biowissenschaften, Ingenieurwissenschaften und Informatik hat das Potenzial zu zahlreichen neuartigen Anwendungen und Produkten. Biointelligente Systeme enthalten eine technische und eine biologische Komponente sowie eine Rückkopplungsschleife und weisen Merkmale von künstlicher Intelligenz auf. Biointelligente Systeme sollen auch zu einer nachhaltigen Gestaltung von Produkten und Produktion in verschiedenen Bereichen menschlicher Bedürfnisse beitragen, darunter Gesundheit, Ernährung, Energie, Wohnen und Konsum. Dementsprechend gilt ein System nur dann als biointelligent, wenn es die biologischen Ressourcen sinnvoll nutzt und nach einem Einklang mit seiner natürlichen Umwelt und mit den anderen Systemen in seiner Umgebung strebt.

## Biologische Transformation
Die Biologische Transformation strebt an, den Einsatz von Materialien, Strukturen, Prozessen und Organismen der belebten Natur in der Technik zu erhöhen.
Es wird der Ansatz verfolgt, neue Lösungen für bestehende Herausforderungen, die sich durch Nachhaltigkeits- und Klimaziele ergeben, durch die Konvergenz von Biosphäre und Technosphäre zu entwickeln – mit dem Ziel, die Nachhaltigkeit der gesamten Wertschöpfungskette zu steigern. Angewendet werden kann das Konzept der Biologischen Transformation nicht nur im Bereich der Produktionstechnik, sondern auch in anderen Bereichen wie z. B. Gesundheit, Konsum oder Wohnen.

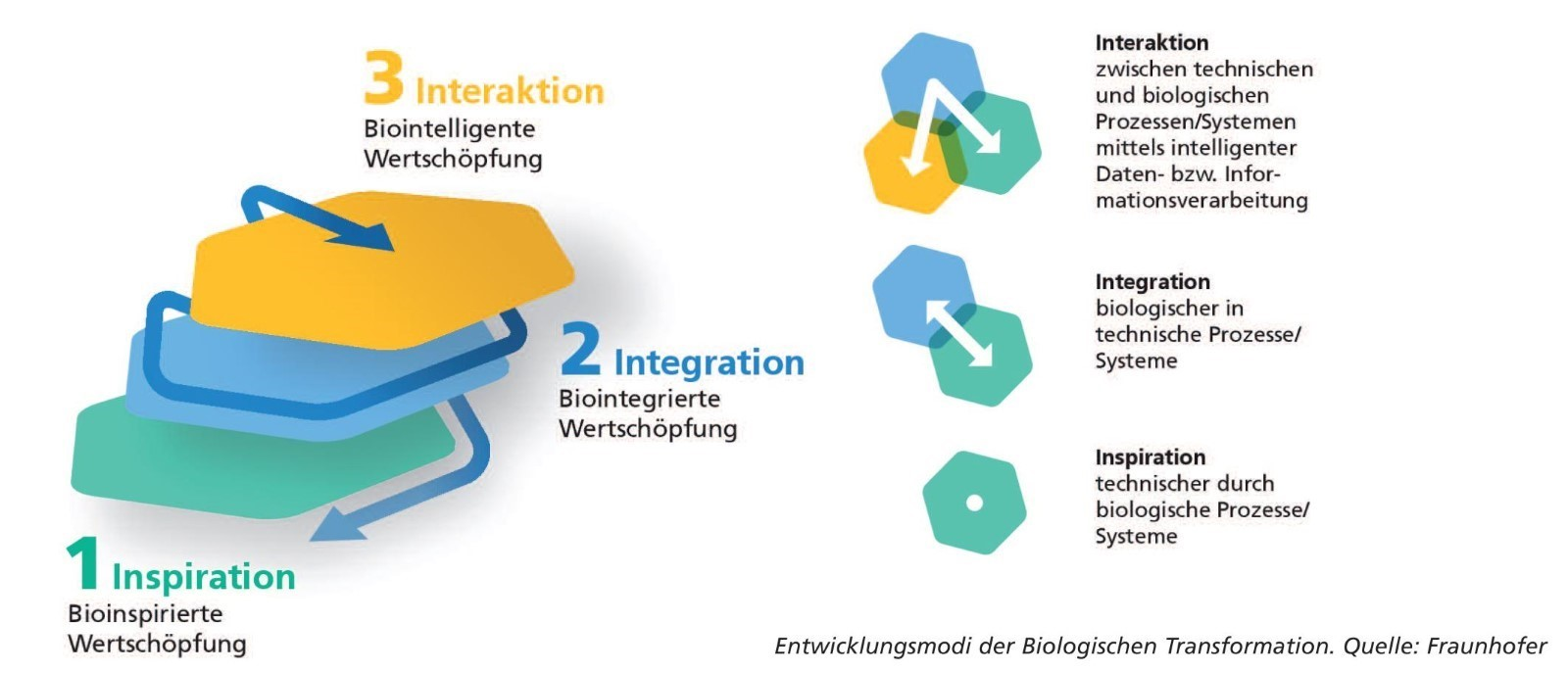
Abbildung 1: Entwicklungsmodi der Biologischen Transformation (Bauernhansl und Miehe 2019, S. 13)

Nach einem in der Fraunhofer-Studie „Biotrain“ (2017–2019) entwickelten Ansatz kann die Biologische Transformation in die drei Entwicklungsmodi Inspiration, Integration und Interaktion unterteilt werden (vgl. Abb. 1). Diese werden im Folgenden näher erläutert.

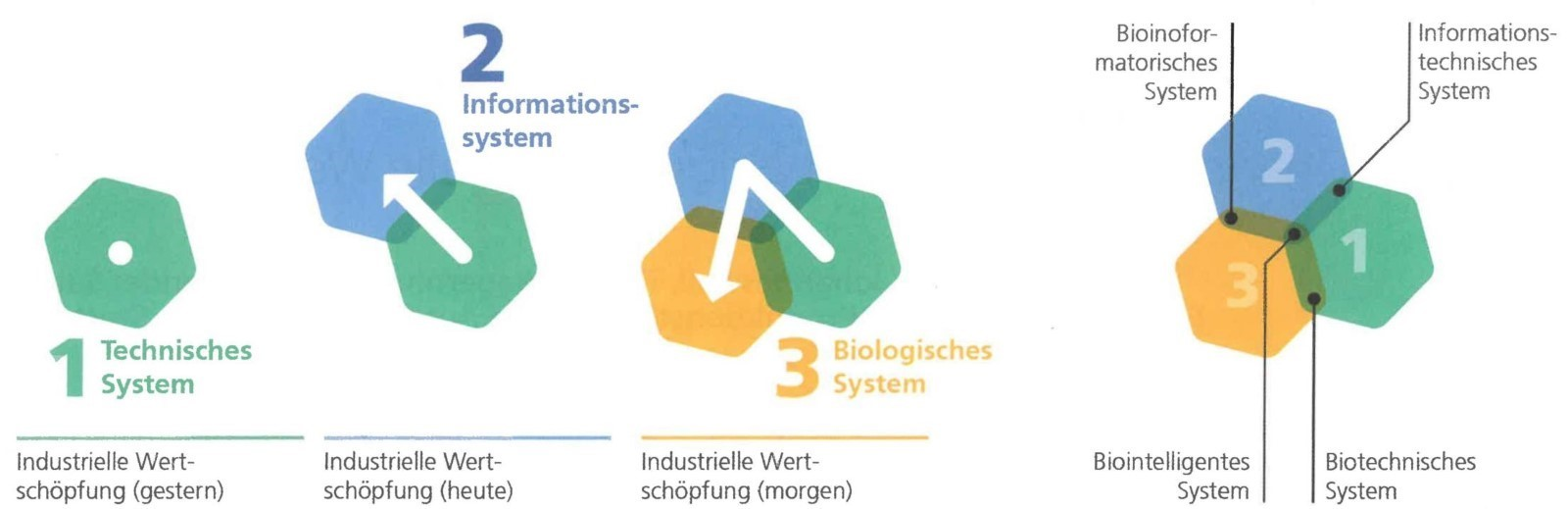
Abbildung 2: Integrationsebenen bzw. -systeme und Entwicklungsmodi der Biologischen Transformation der industriellen Wertschöpfung [2]. Quelle: Fraunhofer-Gesellschaft. (Miehe et al. 2019b, S. 12)

## Inspiration
Die Inspiration ist der erste Entwicklungsmodus der Biologischen Transformation. Die Inspiration beschreibt den Übertrag von Beobachtungen aus der Natur in die Technik/Technische Systeme. Ein Beispiel ist der sogenannte Lotuseffekt. Dabei findet die Wertschöpfung ausschließlich im technischen System statt und wird von der Biologie lediglich durch die Übertragung von Ideen aus der Natur und Naturphänomenen wie der Biomimikry beeinflusst.
Auf diese Weise entwickeln Unternehmen Lösungen beispielsweise in den Anwendungsbereichen neuronale Netze und evolutionäre Algorithmen; Funktionalitäten, wie Biomechanik; sowie innovative Materialien und Bauweisen, zum Beispiel Leichtbau.

## Integration
Die Integration ist der zweite Entwicklungsmodus der Biologischen Transformation. Anders als bei der Inspiration geht es hierbei darum, das Wissen aus der Biologie direkt in Form biologischer Systeme in Produktionssysteme zu integrieren. Ziel ist eine Steigerung der Nachhaltigkeit der gesamten Wertschöpfungskette.

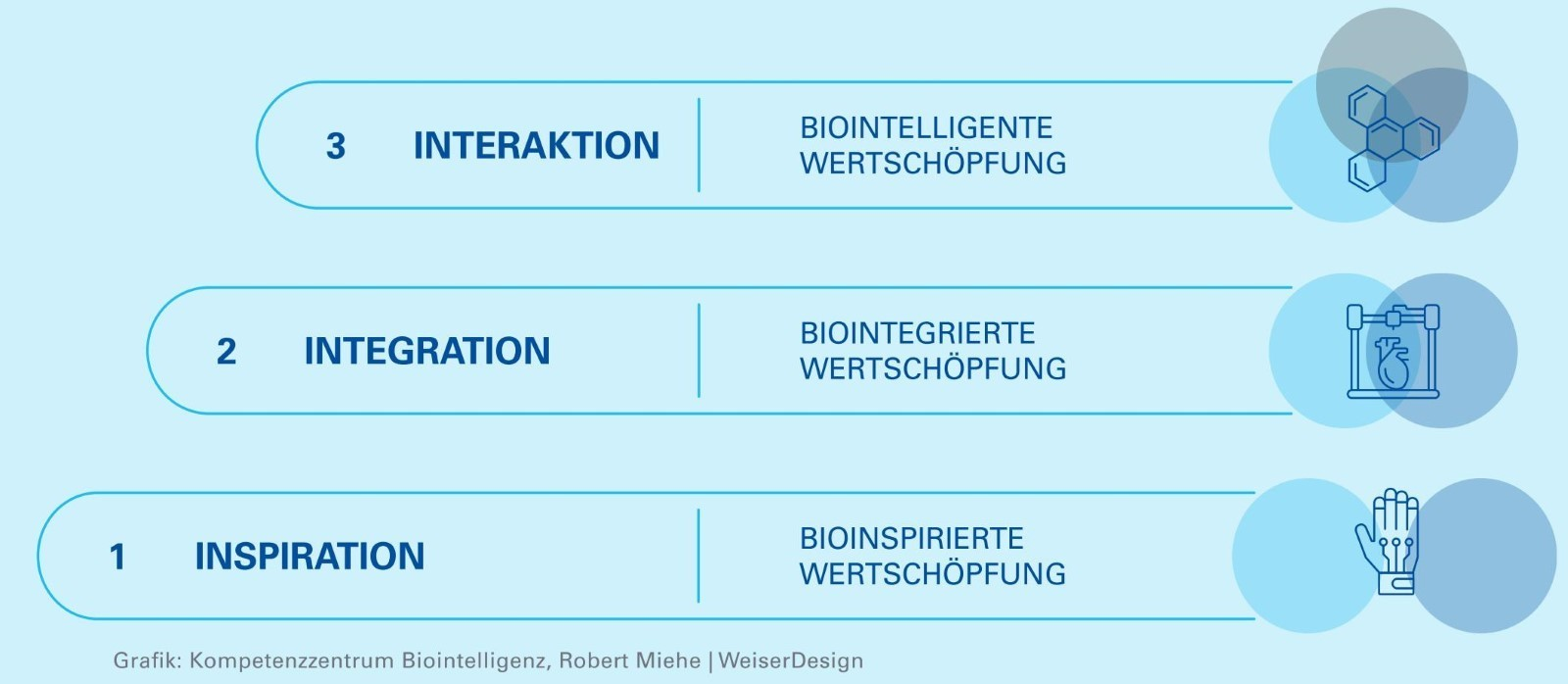
Abbildung 3: Die drei Modi der Biologischen Transformation sind gleichzeitig Ergebnis und auch Ausgangspunkt einer Biologischen Transformation (Bauernhansl und Miehe 2022, S. 49)

Dieser Modus der Biologischen Transformation findet zum Beispiel bei der Produktion von biobasierten Energieträgern Anwendung. Darunter fallen Prozesse wie die Biogasproduktion, die bereits heute im industriellen Maßstab durchgeführt werden, aber auch Prozesse zur Wasserstoffherstellung mittels Mikroorganismen, die z. T. noch weiter erforscht werden müssen.
Um eine Integration von biologischen Systemen zu ermöglichen, werden darauf abgestimmte technische Lösung benötigt. Hauptproblem ist dabei die Komplexität biologischer Prozesse. Die Stabilität der Umgebungsparameter (z. B. Temperatur, pH-Wert) ist dabei essenziell, um die Prozessstabilität und Produktqualität aufrechtzuerhalten. Die Bewältigung dieser Herausforderung führt zum dritten Entwicklungsmodus, der Interaktion.

## Interaktion
Der letzte Entwicklungsmodus beschreibt die umfassende „Interaktion“ zwischen technischen, informatorischen und biologischen Systemen in einem biointelligenten System.

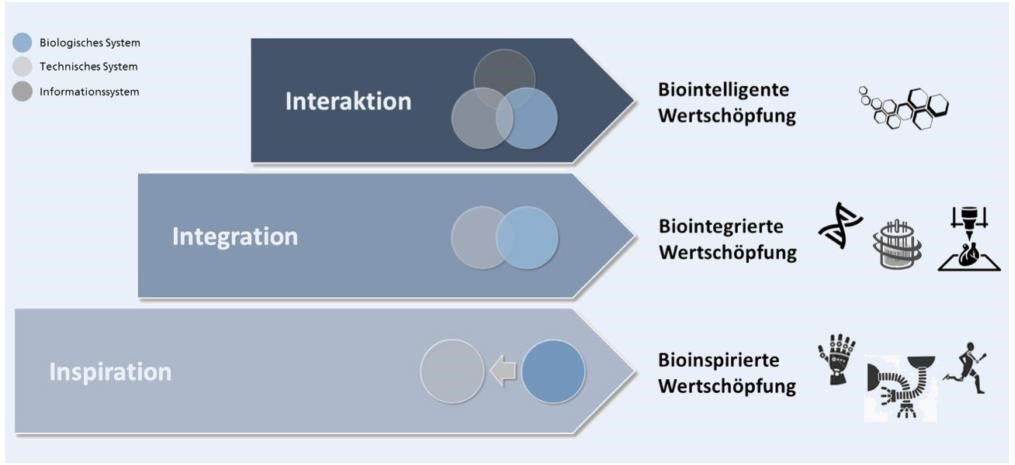
Abbildung 4: Entwicklungsmodi der Biologischen Transformation nach Miehe et al. [17, 18]. Bild: Fraunhofer IPA (Miehe et al. 2020, S. 59)

Dabei wird ein explizites und ein implizites Verständnis unterschieden. Im expliziten Verständnis erfordert die Umsetzung der biointelligenten Produktion Informationsverbindungen zwischen technischen und biologischen Systemen, um biologische Signale in Techniken umzusetzen und umgekehrt. Darüber hinaus ist eine Weiterentwicklung vorhandener Technologien erforderlich. Andererseits erfordert Biointelligenz nach dem impliziten Konzept eine interdisziplinäre Zusammenarbeit mit dem Ziel, ein Gleichgewicht zwischen wirtschaftlichen, ökologischen und sozialen Vorteilen zu erreichen, um zur Lösung des Problems der Nachhaltigkeit beizutragen.
Biointelligenz ermöglicht eine Automatisierung, Steuerung und Dezentralisierung von Produktionseinheiten von Gütern des täglichen Bedarfs, beispielsweise die Herstellung personalisierter Medikamente direkt in der Apotheke mit Bioreaktoren, oder auch das Drucken von Nahrungsmitteln. Hierdurch wird ein personalisierter, bedarfsgerechter Konsum mit kreislauffähigen Materialien ermöglicht.

## Bedürfnisfelder
Die Biointelligenz wird die elementaren menschlichen Bedürfnisfelder Gesundheit, Energie, Konsum, Wohnen und Ernährung zukünftig möglicherweise maßgeblich beeinflussen. Durch die Einbindung des Nutzers verlagert sich die Gestaltung der Wertschöpfung in diesen fünf Bedürfnisfeldern. Innerhalb der Bedürfnisfelder bietet die Biointelligenz Strategien, um Herausforderungen, die durch den demografischen Wandel auftreten, zu bewältigen.
So befasst sich die „biointelligente Gesundheit“ mit der Erforschung von neuen Wirkstoffen, Diagnoseverfahren und Produktionstechniken.
Im Bedürfnisfeld Ernährung liegt der Schwerpunkt auf der Erforschung neuer personalisierter Lebensmittel und deren dezentraler, bedarfsgerechter Herstellung. Ziel ist es, neben einer flächendeckenden Versorgung mit gesunden Nahrungsmitteln auch einen Beitrag zu einer ressourcenschonenden, nachhaltigen und sozial verträglichen Produktion zu leisten. Beispielsweise könnten bisher unverwertbare Roh- und Reststoffe durch biotechnologische Methoden als Nährstoffquelle erschlossen werden.
Biointelligenter Konsum zielt darauf ab, nachhaltige Wertschöpfungsketten von der Rohstoffquelle bis zum Endprodukt zu etablieren und dabei sowohl ökologische als auch wirtschaftliche Aspekte zu berücksichtigen. Neuronale Netzwerke spielen dabei eine Schlüsselrolle, indem sie eine enge Interaktion zwischen Ingenieur- und Naturwissenschaften ermöglichen.
Im Bedürfnisfeld Wohnen soll die Biologische Transformation Lebensumgebungen auf nachhaltige Weise gestalten und gleichzeitig das Wohlbefinden, die Produktivität und die Gesundheit der Menschen fördern. So kann bspw. der Einsatz neuartiger Baustoffe, -elemente und Produkte auf Basis biobasierter und nachhaltiger Materialien, zu einer ressourcenschonenden Kreislaufwirtschaft im Bereich des Wohnens beitragen.
Das Bedürfnisfeld Energie stellt einen wichtigen Kopplungsfaktor zwischen den übrigen Bedürfnisfeldern dar. Ein grundlegendes Ziel besteht darin, dem Klimawandel entgegenzuwirken. Neue Wege bei der Herstellung, Verteilung und Speicherung von Energie sollen zu einer Transformation in Richtung eines biointelligenten Energiewertschöpfungssystems führen. Dies kann unter anderem durch die Vernetzung von Stoff- und Energieströmen ermöglicht werden, aus denen sich neue Synergien in Produktionsprozessen ergeben.

## Geschichte und Akteure
Die ersten Erwähnungen des Begriffs Biointelligenz in der wissenschaftlichen Community stammen aus dem späten 20. Jahrhundert. Stonier beschreibt das Konzept zunächst im Gegensatz zur maschinellen Intelligenz als die „wahre“ Intelligenz der Natur, die sich in der Komplexität und dem Gleichgewicht natürlicher Organismen und Systeme ausdrückt [9]. Andere frühe Ansätze zur Biointelligenz beziehen sich auf die Bioinformatik und die Systembiologie in der Medizin. Satava skizziert das Konzept am Beispiel der roboter- oder computergestützten Chirurgie [10]. Hier sollen elektronische Informationsschnittstellen die Hände und das Gehirn des Chirurgen ersetzen. Mousses et al. skizzieren ein Konzept der auf biologischer Intelligenz basierenden Wissensgewinnung, das auf verschiedene persönliche Genomics in der Medizin angewendet werden kann [11]. Farley et al. stellen eine skalierbare Rechenplattform für biomedizinische Wissensverarbeitung vor, die komplexe syntaktische und semantische Beziehungen in unstrukturierten biomedizinischen Informationen darstellen soll [12]. Aus der Perspektive der Robotik skizziert Pearce die Vision von sich selbst verbessernden organischen Robotern, die in der Lage sind, ihren eigenen Quellcode zu modifizieren und sich selbständig zu optimieren [13].
Das sich seit etwa 2017 abzeichnende Verständnis von Biointelligenz im Kontext der Produktionswissenschaft unterscheidet sich deutlich von den zuvor vorgestellten. Miehe et al. stellen Biointelligenz als eine zunehmende Konvergenz von Lebens-, Ingenieur- und Informationswissenschaften vor, die zur nachhaltigen Gestaltung von Produktionssystemen aller Art beitragen soll (d. h. biokonvergenzorientierter Ansatz) [6,7,14-16]. Diese Verschmelzung von Bio-, Produktions- und Informationstechnologie stellt den nächsten logischen Schritt gegenüber den durch Industrie 4.0 bekannten cyber-physischen Systemen dar. Hier wird erwartet, dass biointelligente Systeme eine viel dezentralere, autonomere, personalisierte Produktion einer breiten Palette von Gütern ermöglichen. Der Ansatz steht in engem Zusammenhang mit den konvergierenden Technologien innerhalb des 6. Kondratieff-Zyklus, der in vielen Publikationen diskutiert wurde [17-21].
Ein verwandtes, aber etwas anderes Verständnis wurde von Byrne et al. [22,23] vorgestellt und von van Houten et al. [24] weiter ausgeführt. Dieses Verständnis, das eng mit dem von Stonier [9] verwandt ist, geht von einer verbesserten Biomimetik / Biomimikry / Bioinspiration durch die Unterstützung von künstlicher Intelligenz und maschinellem Lernen aus (d. h. biomimetikorientierter Ansatz). Dabei werden die natürlich entstandenen Systeme und Phänomene als Vorbilder betrachtet, die auf die Technik übertragen werden können, um nachhaltige Produkte und Produktion zu ermöglichen. Der Biologie wird also eine gewisse Intelligenz unterstellt. Verwandte Konzepte sind Biomimetik und Biomimikry [26,27].
In einem Versuch, die Verbindung zwischen Biointelligenz und Nachhaltigkeit weiter zu stärken, führen Miehe et al. das Konzept der impliziten Biointelligenz (d. h. den nachhaltigkeitsorientierten Ansatz) ein [28,29]. Im Gegensatz zur expliziten Biointelligenz (Biokonvergenzansatz) drückt sie sich in einem intelligenten (d. h. rationalen) Umgang mit biologischen Ressourcen aus. Miehe et al. argumentieren, dass biointelligente Technologien im expliziten Sinne nur dann wirklich zur Nachhaltigkeit beitragen können, wenn die implizite Biointelligenz als Regulativ über den gesamten Lebenszyklus hinweg verfolgt wird. Dieses Unverständnis bezieht sich auf Life Cycle Engineering und nachhaltiges Design [30,31].
Heute scheinen sich vor allem die an Biomimikry und Biokonvergenz orientierten Sichtweisen zumindest in Teilen der wissenschaftlichen Gemeinschaft durchgesetzt zu haben. Dies wird deutlich, wenn man die ersten in Deutschland und der EU geförderten Projekte zu diesem Thema und die jüngsten wissenschaftlichen Veröffentlichungen betrachtet. Das vom Bundesministerium für Bildung und Forschung (BMBF) geförderte Projekt „BioFusion4.0“ zielt auf die Entwicklung biointelligenter Wertschöpfungssysteme durch die Integration biologischer Prinzipien in die Industrie 4.0 [32]. Eine biologische Komponente ist dabei keine Voraussetzung für ein biointelligentes System. Das Gleiche gilt für das kürzlich vorgestellte Konzept einer biointelligenten Fertigungszelle für das selektive Laserschmelzen [33]. Im Gegensatz dazu setzen die gestarteten EU Horizon Projekte „BioProS“ (Biointelligent Production Sensor to Measure Viral Activity) und „BIOS“ (The bio-intelligent DBTL cycle, a key enabler catalysing the industrial transformation towards a sustainable bio-manufacturing) auf das Vorhandensein einer biologischen Komponente bzw. auf die Kombination von Bio-, Informations- und Automatisierungstechnik [34,35]. Dies gilt auch für mehrere konzeptionelle Grundlagen, die von Miehe et al. veröffentlicht wurden, darunter Überlegungen zu Biologie-Technik-Schnittstellen, die Übertragbarkeit von Konzepten wie digitalen Zwillingen und eingebetteten Systemen sowie ein Rahmen für das Lebenszyklusmanagement [15,16,29,36].
Nicht zuletzt stützen sich mehrere kürzlich gegründete internationale Initiativen auf den biokonvergenzorientierten Ansatz. Dazu gehört „BioMADE“, eine US-Initiative zur Entwicklung eines nachhaltigen, einheimischen durchgängigen bioindustriellen Produktionsökosystems, die seit 2021 von der United States Air Force (DoD) mit 87,5 Mio. USD finanziert wird [37]. Ein weiteres Beispiel aus den USA ist 'BioFabUSA', ein öffentlich-privates Konsortium mit mehr als 170 Mitgliedern, das es sich zur Aufgabe gemacht hat, bestehende Industrien zu verbessern und neue zu entwickeln, indem es Technologien der Gewebezüchtung nutzt [38]. Das Konsortium sieht ein bahnbrechendes Potenzial in der Integration von innovativer Biofabrikation mit Automatisierung, Robotik und Informationswissenschaften (d. h. Biokonvergenz). Die israelische Innovationsbehörde hat kürzlich ein 10-Jahres-Förderprogramm in Höhe von 27 Mio. USD aufgelegt, das sich auf Biokonvergenzlösungen für die globale Gesundheit und Medizin konzentriert [39].
Rund 130 Teilnehmer haben 2019 in Deutschland ein ähnliches Forschungsnetzwerk gegründet: das Biointelligence Competence Center (BCC) [40]. Das BCC ist eng mit der Manufu-ture:EU Subplattform Biointelligent Manufacturing [41] verbunden. Ziel beider Verbände ist es, die Spitzenforschung für eine nachhaltige biologische Transformation der Industrie zusammenzuführen. Im Vergleich zu ihren internationalen Konkurrenten erhalten sie jedoch derzeit nur wenig bis gar keine Fördermittel.

## Biointelligente Wertschöpfung
Die biointelligente Produktion ist ein Paradigma, das die Wertschöpfungsaktivitäten auf die Endverbraucher verlagert und die Gestaltung von Produktionssystemen als kleine, dezentrale, modulare, miteinander verbundene und intelligente Einheiten erfordert mit dem Ziel einer tatsächlichen Nachhaltigkeit. Das Konzept erfordert somit eine strukturelle Veränderung des Produktionsprozesses und stellt die Vorstellung von der Produktion als einer linearen Kombination von Produktionsfaktoren in Frage. Stattdessen sollte die Produktion als integraler Bestandteil eines kontinuierlichen Zyklus verstanden werden, der die Kombination und Rekombination von Produktionsfaktoren. Der durch biointelligente Systeme herbeigeführte Wandel verändert die Beziehungen und Bedingungen in der Produktion erheblich und erfordert daher einen anderen Ansatz für das Management von Wissen, Fähigkeiten, Technologie, Infrastruktur und Governance.

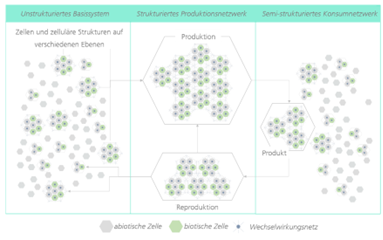
Gedankenmodell zur Beschreibung eines biointelligenten Produktionssystems.

Gegenwärtig bleibt die Realisierung eines groß angelegten biointelligenten Produktionssystems weitgehend hypothetisch. Das Gedankenmodell zeigt eine visuelle Darstellung des konzeptionellen Modells, das zwischen einem unstrukturierten Basissystem, einem strukturierten Produktionssystem und einem halbstrukturierten Verbrauchssystem unterscheidet. Das Basissystem umfasst alle für die Produktion notwendigen Inputfaktoren wie Ressourcen, Wissensanbieter/Experten und Technologie. Ein Kunden-Pull-Mechanismus dient als Impuls, um die Produktionsaufgabe zu initiieren, unterstützt durch einen entsprechenden Mechanismus wie eine digitale Cloud-Plattform, die die erforderlichen Inputfaktoren bereitstellt. Das daraus resultierende Produktionsnetzwerk, das sich auf natürliche Weise entwickelt, führt die Aufgabe aus und liefert das gewünschte Ergebnis oder Produkt. Anschließend zerlegt es sich in zelluläre Komponenten und Strukturen. Das Verbrauchssystem wird als halbstrukturiert bezeichnet, da nicht alle Wege der Produktnutzung und -abnutzung sichtbar sind und eine angemessene Nutzung nicht gewährleistet werden kann. Nach der Produktnutzung wird eine neue Produktionsaufgabe ausgelöst, um das Produkt zu reproduzieren.
Das Management der Produktion in einem solchen System erfordert die Einrichtung eines Managementrahmens. Ein Managementrahmen für biointelligente Systeme (BIS) muss der Tatsache Rechnung tragen, dass die Wertschöpfung in einem dezentralen Produktionsnetzwerk stattfindet, das auch nicht-traditionelle Produzenten jenseits des konventionellen Fabriksystems, wie private Haushalte oder Einzelpersonen, umfasst. Dieser Rahmen sollte normative Leitlinien festlegen und die Produktionsaktivitäten auf die Kapazität des Ökosystems abstimmen. Er sollte Aspekte wie die Entwicklung biointelligenter Produkte, die Organisation und das Management zellulärer Produktionsnetzwerke sowie die Erfüllung der Verantwortlichkeiten von Produzenten und Kunden behandeln. Darüber hinaus sollte der Rahmen so gestaltet sein, dass er auch für Nichtfachleute zugänglich und wartbar ist, und er sollte ausdrücklich Elemente aller drei Nachhaltigkeitsstrategien (Effizienz, Effektivität, Suffizienz) enthalten, um sicherzustellen, dass die Produktion innerhalb der Grenzen des Planeten bleibt.
Ein praktikabler Ansatz zur Verwirklichung solcher Systeme ist die Aufteilung der Produktion in zelluläre Einheiten, wobei sich die Zellen während des Produktionsprozesses zu einem Cluster zusammenschließen. Somit besteht das biointelligente Produktionssystem aus miteinander verbundenen Zellclustern, die durch zentralisierte Informationsverarbeitungs- und Kontrollmechanismen gesteuert werden. Dieses umfassende System ermöglicht die Einrichtung standortspezifischer, flexibler, adaptiver und nachhaltiger Cluster. Dank fortschrittlicher Technologien und intelligenter Koordinierung könnten diese Cluster autonom arbeiten und somit die Produktivität, die Ressourceneffizienz und die allgemeine Nachhaltigkeit steigern.

## Hydrogen Bioenergy with Carbon Capture and Storage (HyBECCS)
Das HyBECCS-Konzept beschreibt Technologiekombinationen, die die Erzeugung von Wasserstoff aus erneuerbarer Biomasse mit der anschließenden Abscheidung und Speicherung oder Nutzung von Kohlendioxid verbinden (engl. Hydrogen Bioenergy with Carbon Capture and Storage / Use). Eine wichtige Grundlage für den HyBECCS-Ansatz ist die Erzeugung von biogenem CO2 als Nebenprodukt bei den meisten Biowasserstoffprozessen. HyBECCS-Verfahren können in vier modulare Grundprozessschritten unterteilt werden: 1. Auswahl und Vorbehandlung der Biomasse, 2. Biowasserstoffproduktion, 3. Gasaufbereitung und 4. H2-Nutzung und CO2-Speicherung. Die Auswahl der Biomasse für den Prozess hat einen großen Einfluss auf die Wirtschaftlichkeit und die Umweltauswirkungen der Prozesse. Für die vier grundlegenden Prozessschritte können verschiedene Technologieoptionen eingesetzt werden. Die Vielfalt der Technologieoptionen trägt dazu bei, dass eine breite Palette von Rest- und Abfallstoffen verwendet werden kann. HyBECCS kann den BECCS Ansätzen zugeordnet werden, mit der Besonderheit, dass Wasserstoff als Energieträger produziert wird.

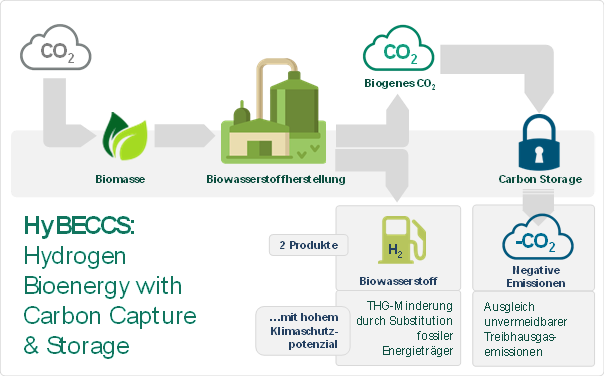
Grafik zu Hydrogen Bioenergy with Carbon Capture and Storage

## Enzyme/Mycelium-based Circular Additive Manufacturing (EnCAM/MyCAM)
EnCAM (Enzyme assisted Circular Additive Manufacturing) und MyCAM (Mycelium-based Circular Additive Manufacturing) Prozesse haben das zentrale Ziel, biologische Rest- und Abfallstoffe im Rahmen einer zirkulären Kreislaufwirtschaft für die additive Fertigung aufzubereiten und zu nutzen. Die Materialien sollen im Liquid Deposition Modeling (LDM) Druckverfahren zur Herstellung neuer Objekte eingesetzt werden und bieten das Potential zu einer dezentralen Produktion von Bauteilen beizutragen. Des Weiteren spielt die biologische Abbaubarkeit der erzeugten Produkte sowie die Verwendung von biobasierten Rohstoffen eine entscheidende Rolle, um fossile Kunststoffe zu ersetzen.
Der MyCAM Prozess konzentriert sich auf die Verwendung von Pilzmyzel in der additiven Fertigung. Das Myzel repräsentiert die Gesamtheit der Zellen eines Pilzes, also die wachsende Struktur. Innerhalb des MyCAM Prozesses können Bauteile entweder aktiv von Pilzen durchwachsen werden, oder abgetötetes Pilzmyzel kann zum Einsatz kommen. Bei letzterem, stammt die Pilzmyzel-Biomasse aus der Chemie- und Lebensmittelindustrie, in der Pilze bei der Produktion verschiedener Substanzen und Fermentationsprozessen eingesetzt werden. Das als Nebenstrom anfallende Pilzmyzel verfügt im getrockneten Zustand über vielversprechende mechanische Eigenschaften.
Der EnCAM Prozess nutzt biogene Rest- und Abfallstoffe in der additiven Fertigung. Bei diesem Ansatz werden Reststoffe wie z. B. Holzmehl, Lignin oder Chitin mithilfe biologischer Katalysatoren (Enzymen) verknüpft. Die Verwendung von Enzymen in diesem Prozess birgt vielversprechende Potentiale und erlaubt unter anderem niedrigere Prozesstemperaturen und -bedingungen verglichen mit herkömmlichen 3D-Druck-Verfahren. Dies führt zu Energieeinsparungen und der Reduktion des Chemikalieneinsatzes.